# Кирюшино (Владимирская область)
Кирюшино — деревня в Камешковском районе Владимирской области России, входит в состав Сергеихинского муниципального образования.

## География
Деревня расположена в 9 км на юго-восток от центра поселения деревни Сергеиха и в 10 км на северо-запад от райцентра города Камешково на автодороге 17К-7 Камешково – Ляховицы – Суздаль.

## История
В конце XIX — начале XX века деревня входила в состав Макарихинской волости Владимирского уезда, с 1924 года — в составе Второвской волости. В 1859 году в деревне числилось 25 дворов, в 1905 году — 56 дворов, в 1926 году — 68 хозяйств.
С 1929 года деревня являлась центром Кирюшинского сельсовета Ковровского района, с 1940 года — в составе Коверинского сельсовета Камешковского района, с 1959 года — в составе Сергеихинского сельсовета, с 2005 года — Сергеихинского муниципального образования.

## Население
| 1859 | 1905 | 1926 |
| ---- | ---- | ---- |
| 228  | 387  | 360  |

| 1859 | 1905 | 1926 | 2002 | 2010 | 2021 |
| ---- | ---- | ---- | ---- | ---- | ---- |
| 228  | ↗387 | ↘360 | ↘12  | ↘8   | ↗15  |

## Известные люди
В деревне родился участник Великой Отечественной войны Герой Советского Союза Алексей Петрович Мартынов.